# Dédé Ekoué
Dédé Ekoué, de son nom complet Dédé Ahoéfa Ekoué, née le 19 novembre 1964 à Fort Lamy au Tchad, est une femme politique togolaise. Elle a été ministre, conseillère du Président de la République togolaise, chargée des questions de développement.

## Biographie

### Famille et formation
Née le 19 novembre 1964 à Fort-Lamy (aujourd'hui N'Djaména) au Tchad, Dédé Ahoéfa Ekoué est mariée et mère de trois enfants.
En 1986, elle est titulaire d’une maîtrise en économie — option gestion des Entreprises — à l’université du Bénin (l'actuelle Université de Lomé) au Togo. Elle poursuit des études à l’université de Lille et obtient en 1987 un diplôme d’études supérieures spécialisées (DESS) en finances et fiscalités internationales. Elle part aux États-Unis et obtient en 1993 un Master of Business Administration (MBA) à l'université d'État de Jackson. Elle est lauréate du programme compétitif américain dédié à l’avancement des cadres africains (AFGRAD) de l’Agence des États-Unis pour le développement international et de l’Africa-America Institute ainsi que du Programme de femmes africaines leaders en agriculture et en environnement (African Women Leaders in Agriculture and Environment) de Winrock International.

### Carrière politique
De 1996 à 2007, elle exerce la fonction d’Africa Relationship Manager de la Women’s World Banking à New York aux États-Unis. Première femme cadre togolaise recrutée par une administration municipale au Togo, notamment par la maire de Lomé, Dédé Ekoué travaille dans le domaine du développement urbain et de la gestion municipale aux niveaux national et international sur des programmes de coopération de la Banque mondiale. 
De 2007 à  2010, elle est Représentante Résidente Adjoint pour le PNUD au Cameroun. Elle est ensuite ministre auprès du président de la République chargée de la Planification, du Développement, et de l’Aménagement du Territoire. Elle lance la 25e édition de la Journée mondiale de la population, célébrée chaque 11 juillet, organisée par le Fonds des Nations unies pour la population (UNFPA) ; ministre de l’Environnement, puis ministre de l’Action Sociale, de la Promotion de la femme et de l’Alphabétisation,. 
De 2015 à 2018, Dédé Ekoué est ministre, conseillère du président Faure Gnassingbé, chargée des questions de développement. Elle codirige plusieurs initiatives internationales, en tant que présidente du 16e comité d’organisation du forum sur la coopération économique et commerciale entre les États-Unis et l’Afrique subsaharienne, tenu au Togo en août 2017.
Fin 2016, lors de la réunion de l’Association internationale de développement (IDA-18) du groupe de la Banque mondiale, association qu'elle copréside, elle a déclaré « L’IDA écrit un tout nouveau chapitre dans l’histoire du développement. Avec les donateurs, qui travaillent en étroite concertation avec les pays bénéficiaires, nous proposons un programme d’aide innovant, ambitieux et réactif qui redonne espoir aux plus pauvres. Ces interventions transformeront la vie de milliards d’habitants dans les pays qui relèvent de l’IDA ».

## Pour approfondir